# Film alb-negru

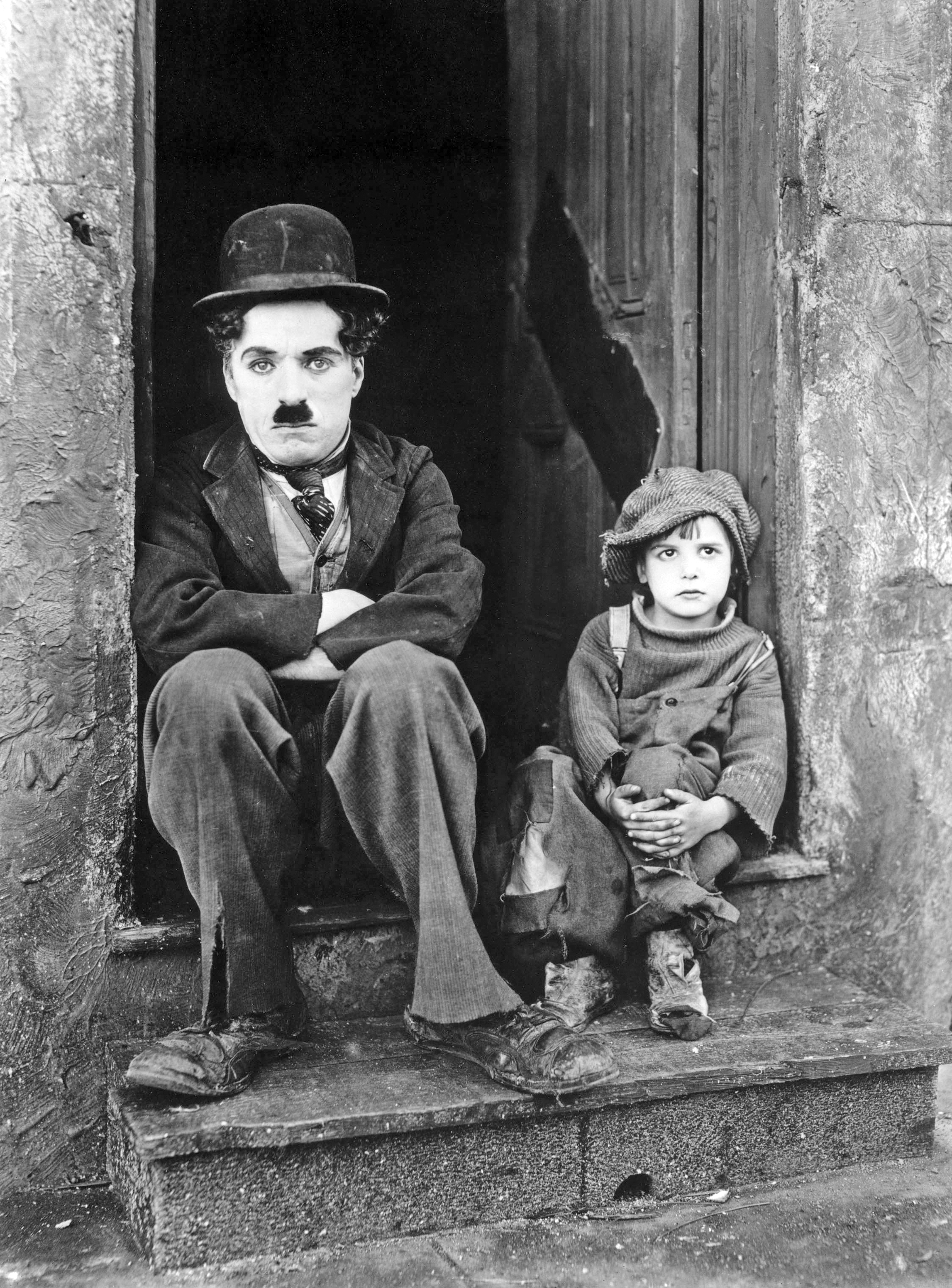
Puştiul (1921)

Filmul alb-negru este produsul final al realizatorului pe peliculă cinematografică de tip alb-negru.
Acest gen de expresie cinematografică a fost folosit la începuturi de înșiși pionierii cinematografului, Thomas Alva Edison în al lui kinetoscop și Auguste și Louis Lumière în prima proiecție cinematografică. Ei sunt cei care au creat primele filmulețe pe care prin aparatele lor le-au prezentat publicului, chiar dacă sunt discutabile din punct de vedere artistic sau de gen. Ele, aceste filmulețe în alb-negru sunt cele care au deschis calea unei noi arte, numită și cea de-a șaptea artă, arta cinematografică.
Georges Méliès, primul regizor de film, în acest mod de exprimare realizează primul film politic, "Afacerea Drefus" în 1899, apoi "SF"-ul Voiajul în lună (1902), după ce descoperise tehnica trucajului realizând Dispariția unei doamne. 

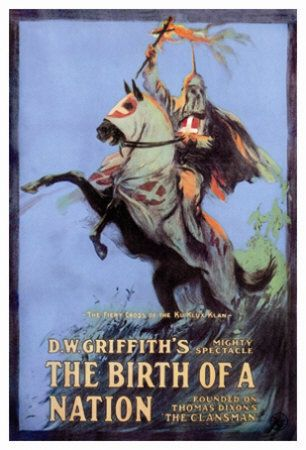
Afiş "Naşterea unei naţiuni" (Griffith)

Să nu uităm că acest tip de peliculă, nu i-a împiedicat pe marii regizori din istoria cinematografiei mondiale să realizeze mari capodopere ale genului cinematografic. Filme ca Nașterea unei națiuni (Griffith), Crucișătorul Potemkin (Eisenstein), Metropolis (Frtiz Lang), Îngerul albastru ( von Sternberg), Cetățeanul Kane (Orson Welles) și multe altele care au umplut sălile cinematografelor.
Filmele "Vârstei de aur a comediei", nemuritoare prin celebrii actori Charles Chaplin, Buster Keaton, renumiții "Stan și Bran" și multi alții, filme care au încântat și mai încântă numeroase generații de spectatori au fost realizate în alb-negru.
Vorbind de filmul românesc, primul film românesc, este realizat cu multă trudă, dar cu mare efect public, în alb-negru și s-a intitulat Independența României. Cu toate condițiile grele de finanțare, indiferența guvernanților față de noua artă (indiferență manifestată și în prezent), împătimiții filmului au reușit să lase posterității producții nemuritoare în memoria cinefililor: "Năpasta" (Ghiță Popescu), "O noapte furtunoasă" (Jean Georgescu), "Scrisoare pierdută", "Moara cu noroc" (Victor Iliu), "Valurile Dunării" și "Pădurea spânzuraților (film)"(Liviu Ciulei). 
Filmul alb-negru ca gen de expresie artistică este folosit și după apariția filmului color, de diverși realizatori pentru definirea unor anume situații în exprimarea artistică (Spielberg în "Lista lui Schindler").

## Filme străine

### Filme mute
- Intoleranță (Griffith - 1916)

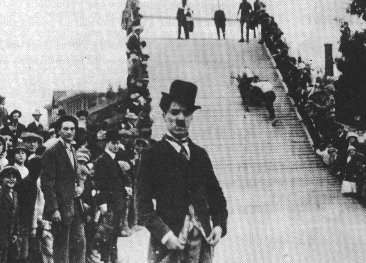
Emigrantul (C.Chaplin)

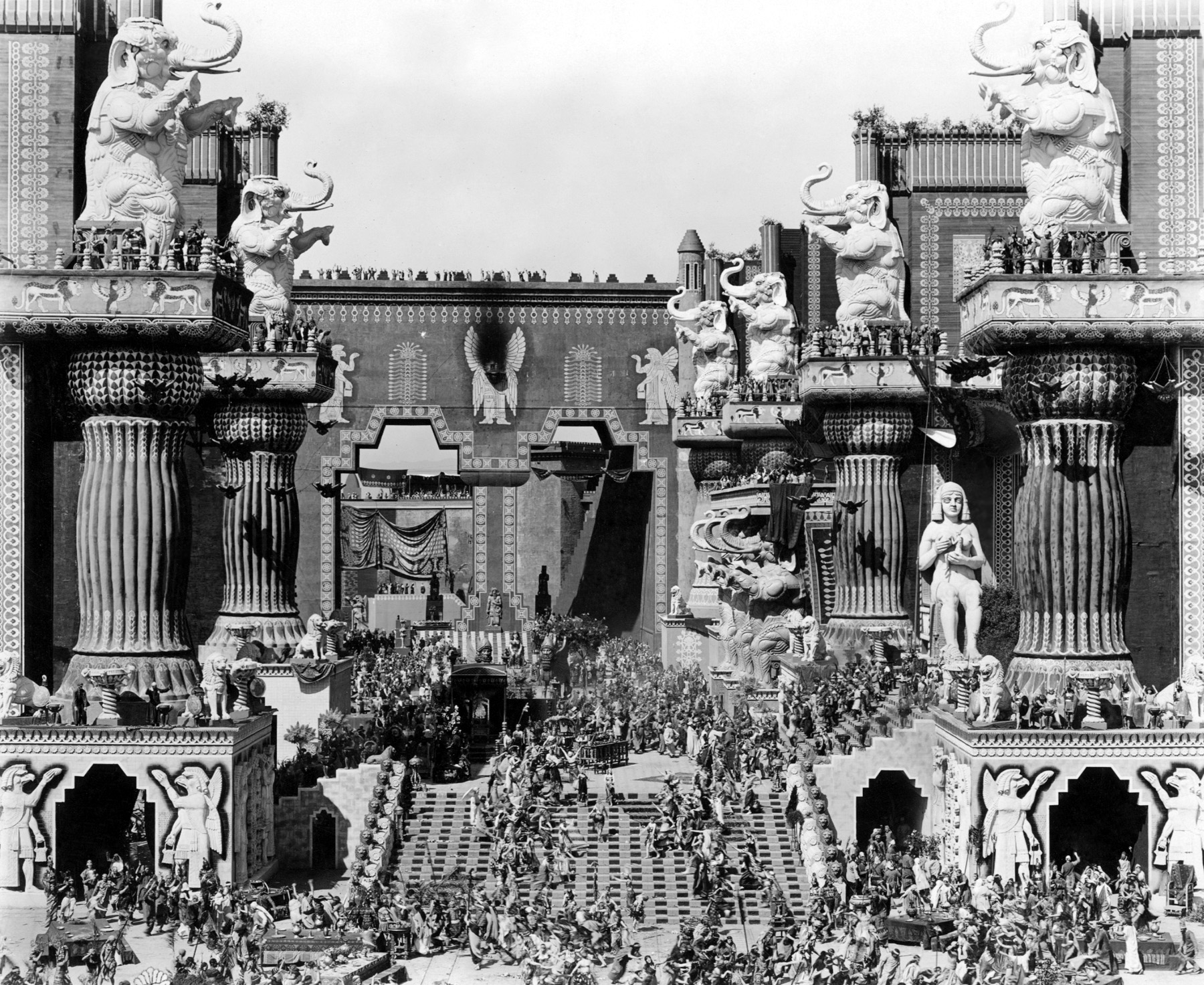
Intoleranţă (Griffith)

- Cămătarul (Charles Chaplin - 1916)
- Nașterea unei națiuni (Griffith - 1917)
- Crucișătorul Potemkin (Serghei Eisenstein - 1925)
- Goana după aur (Chaplin - 1925)
- Antract (Rene Clair - 1924)
- Rapacii (Erich von Stroheim - 1924)
- Evadatul (Chaplin - 1916)
- Robin Hood (Alan Dwan - 1922)
- Greva (Eisenstein - 1924)
- Mama (Pudovkin - 1926)
- Metropolis (Fritz Lang - 1926)
- Napoleon (A. Ganz - 1927 . Realizat pentru ecran lat prin metoda de proiecție cu trei aparate)
- Ioana d'Arc (Carl Dreyer 1928)

### Filme sonore

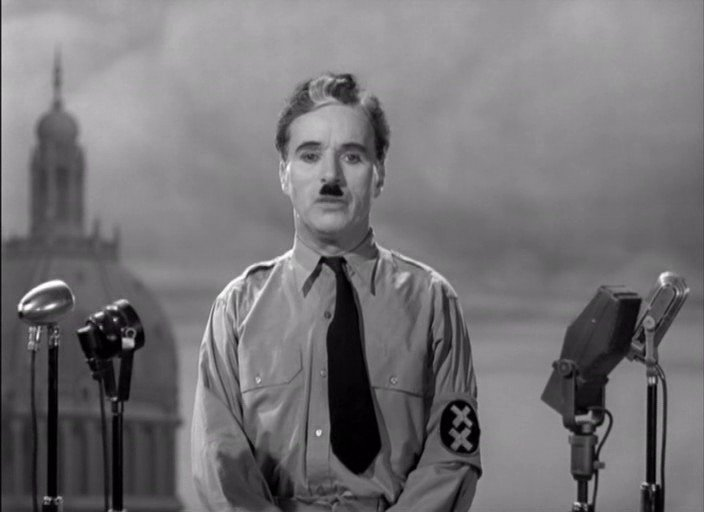
Dictatorul (C.Chaplin)

- Câinele Andaluz (Luis Buñuel - 1929 )
- Îngerul albastru (von Sternberg - 1930)
- Cetățeanul Kane (Orson Welles - 1931)
- Toni (Jean Renoir - 1931)
- Henric al VIII -lea (Alexander Korda - 1933)
- S-a întâmplat într-o noapte (Frank Capra - 1933)
- Denunțătorul (John Ford - 1935)
- Marea Iluzie (Jean Renoir - 1937)
- Pământul Spaniei (Joris Ivens - 1937)
- Alexandru Nevski (Eisenstein și Vasiliev - 1936)
- Diligența (John Ford - 1936)
- Maria Candelaria (Fernandez - 1943)
- Ivan cel Groaznic (Eisenstein - 1944)
- Hamlet (Lawrance Olivier - 1948)
- Hoțul de biciclete (Vittorio de Sica - 1949)
- Fata cu părul cărunt (Wang Pin și Sui Hua - 1950)
- Rashomon (Akiro Kurosowa - 1951)
- Luminile orașului (Chaplin - 1952)
- Sentiment (Visconti Luchiano - 1953)
- Strada fără nume (Yamomoto - 1954)
- Al 41 -lea (Ciuhrai - 1956)
- Lista lui Schindler (Spielberg - 1993)

(Sursa de informare, "Istoria Cinematografiei" de Georges Sadoul)

## Filme românești

### Filme mute
- Independența României (Aristide Demetriade - 1912)
- Milionar pentru o zi (Jean Georgescu - 1924)
- Năbădăile Cleopatrei (Ion Șahighian - 1925)
- Năpasta (Ghiță Popescu și Eftimie Vasilescu - 1928)
- Maiorul Mura (Ion Timuș - 1928)

### Filme sonore
- Ciuleandra (Martin Berger - 1930) - film sonor în două versiuni: română și germană.
- Visul lui Tănase (Constantin Tănase - 1932)
- Trenul fantomă (Jean Mihail - 1933) - film sonor în două versiuni: română și maghiară.
- Bing Bang (Nicolae Stroe și Vasile Vasilache - 1934)
- O noapte furtunoasă (Jean Georgescu - 1943)
- Scrisoare pierdută (Sică Alexandrescu și Victor Iliu - 1953)
- Moara cu noroc (Victor Iliu - 1954)
- Afacerea Protar (Haralambie Boroș - 1955)
- Citadela sfărâmată (Mare Maurette - 1956)
- Ciulinii Bărăganului (film) (Louis Daquin - 1958)
- Valurile Dunării (Liviu Ciulei - 1960)
- Secretul cifrului (Lucian Bratu - 1959)
- Pădurea spânzuraților (film) (Liviu Ciulei - 1964)